# Bob Kaper

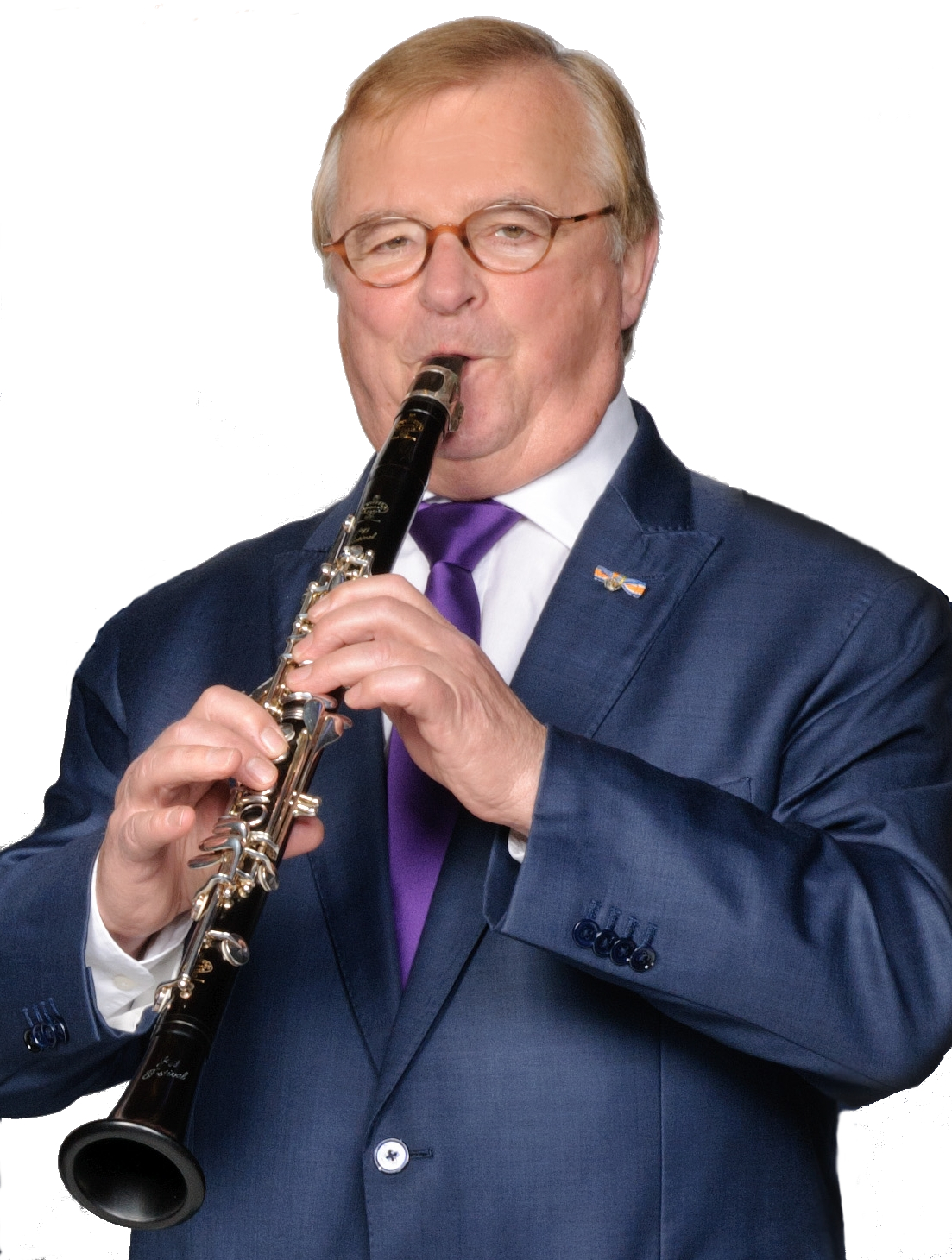
Bob Kaper (2012)

Bob Kaper (* 19. Juni 1939 in Zaandam) ist ein niederländischer Musiker des Traditional Jazz (Klarinette, Altsaxophon), der von 1990 bis 2020 die Dutch Swing College Band leitete.

## Leben und Wirken
Kaper absolvierte das Zaanlands Lyceum und besuchte als Jugendlicher Jazzkonzerte. Als Musiker ist er Autodidakt; sein erstes Instrument war die Mundharmonika. 1955 tourte er mit den New Orleans Syncopaters durch Deutschland. Während seines Wehrdienstes war er stellvertretender Leiter der Militärkapelle. Ende 1957 gründete er The Beale Street Seven, die er leitete. Mit der Band war er 1961 im niederländischen Fernsehen zu sehen; dann tourte er mit der Gruppe  in den Niederlanden, Belgien und Deutschland und begleitete die Sängerin Milly Scott, mit der 1963 die Single Up a Lazy River / Crawdad Song entstand.
Kaper reiste 1966 mit der Dutch Swing College Band als Ersatz für den kranken Peter Schilperoort; seit 1969 gehörte er der Band als Mitglied an, mit der er weltweit auf Tournee war. Daneben trat er 1975 mit seinem Flashback Quartet im TROS-Radioprogramm Sesjun auf. Mit dieser Formation, zu der neben Kaper der Pianist Marcel Hendricks, der Bassist Henk Bosch van Drakestein und der Schlagzeuger Huub Janssen gehörten, nahm er mehrere Alben auf, zunächst Memories of You (1975); 1981 konzertierte das Flashback Quartet beim North Sea Jazz Festival mit dem Vibraphonisten Dany Doriz.
Nach dem Tod von Schilperoort übernahm Kaper 1990 die musikalische Leitung der Dutch Swing College Band, die er verjüngte und modernisierte. 1999 wurde er von der Königin der Niederlande mit dem Orden von Oranien-Nassau ausgezeichnet, weil er als Musiker und insbesondere als Leiter dieser Band einen wichtigen Beitrag zur Entwicklung der Jazzmusik in den Niederlanden leistete. Im Mai 2020 verkündete er aus Altersgründen seinen Abschied aus der Band.